# Beni Lahcene
Beni Lahcene (în arabă بنى لحسن) este o comună din provincia Tissemsilt, Algeria.
Populația comunei este de 4.777 de locuitori (2008).